# Cathédrale de Mondoñedo
Ne doit pas être confondu avec Basilique Saint-Martin de Mondoñedo.
La cathédrale de l'Assomption est une cathédrale de la ville de Mondoñedo, dans la communauté autonome de Galice en Espagne. Elle partage le siège du diocèse de Mondoñedo-Ferrol avec la co-cathédrale de Ferrol.
La cathédrale a été déclarée « monument national » en 1902. Le pape Jean XXIII, l'a élevée au rang de basilique mineure en 1959. À l'intérieur se trouve le musée diocésain de Galice qui conserve de nombreuses œuvres religieuses régionales.

## Description
Avec le transfert du siège du diocèse à Mondoñedo en 1112, la nécessité de construire une nouvelle cathédrale s'est imposée. La construction de l'édifice a commencé en 1219. La cathédrale a été construite en style roman et est entrée en fonction en 1246, bien qu'elle ait fait l'objet d'ajouts et de rénovations ultérieurs au cours des XIIIe et XIVe siècles.

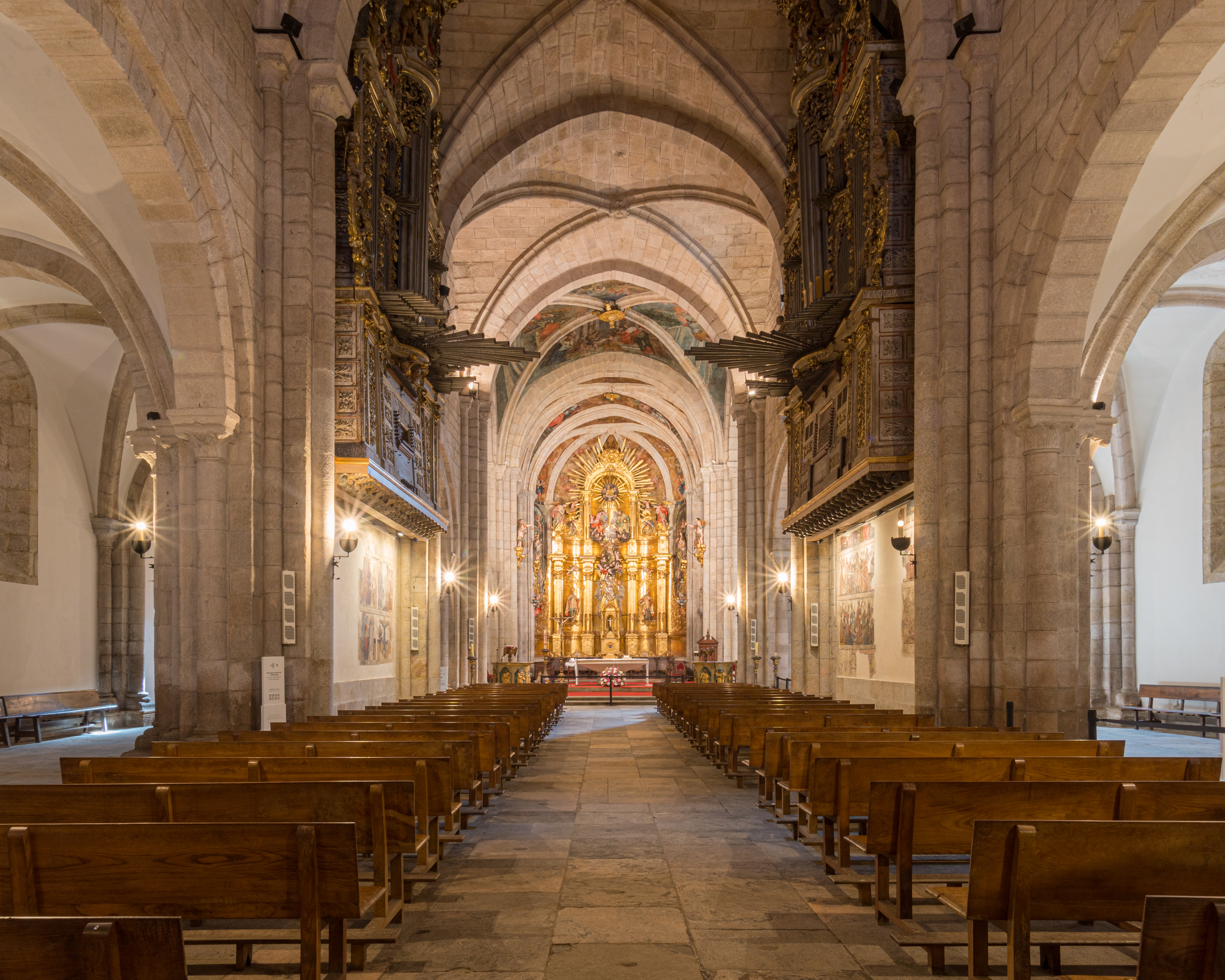
L'intérieur.

La cathédrale actuelle à trois nefs avec une voûte en ogive. La façade se compose de trois ogives qui correspondent aux trois nefs. Celle occidentale comporte une rosace du XIVe siècle de 5 mètres de diamètre et est flanquée de deux imposantes tours décorées de motifs héraldiques. À l'intérieur, le retable principal est une œuvre rococo de Fernando de Terán (es). Il se compose de deux parties, la première représentant l'Assomption et la seconde le mystère de la Sainte Trinité.
Au Moyen Âge, le chœur en pierre a été remplacé au début du XVIe siècle par un chœur en bois. Le cloître date du XVIe. Au XVIIIe siècle, la façade a été rénovée et des tours ont été ajoutées.

## Source
- (es) Cet article est partiellement ou en totalité issu de l’article de Wikipédia en espagnol intitulé « Catedral de Mondoñedo » (voir la liste des auteurs).